# Salsola subcrassa
Salsola subcrassa là loài thực vật có hoa thuộc họ Dền. Loài này được Popov miêu tả khoa học đầu tiên năm 1936.